# Patrick Webster
Patrick Webster (24 avril 1924, Castries - 24 juillet 1989, Solesmes) est un ecclésiastique Saint-Lucien membre de l'Ordre de Saint-Benoit. Il est évêque de Saint-Georges de Grenade de 1970 à 1974, puis le premier archevêque de Castries de 1974 à 1979.

## Biographie
Patrick Webster nait à Sainte-Lucie le 24 avril 1924. Il est d'abord enseignant, puis rejoint ensuite l'Abbaye Saint-Benoît-du-Lac. En 1957, il est fait prêtre au sein de la Congrégation de Saint-Benoit et en 1962, il devient prieur du monastère des Bénédictins en Martinique,. Il est nommé évêque auxiliaire du diocèse de Saint-Georges en Grenade et évêque titulaire d'Ottocium en 1969, puis évêque de Saint-Georges en Grenade en 1970. À ce poste, en tant que membre de la Conférence des églises de la Grenade, il doit affronter la répression de la part du régime d'Eric Gairy. C'est une des raisons, selon des analystes de l'administration américaine, qui pousse le pape Paul VI à le nommer comme premier archevêque de Castries en 1974. Il démissionne de ce poste en 1979 et se retire alors à l'abbaye Saint-Pierre de Solesmes en France où il meurt le 24 juillet 1989. Il est enterré à Solesmes.